# Cistícola gralladora
La cistícola gralladora (Cisticola natalensis) és una espècie d'ocell passeriforme de la família Cisticolidae pròpia de l'Àfrica subsahariana.

## Descripció

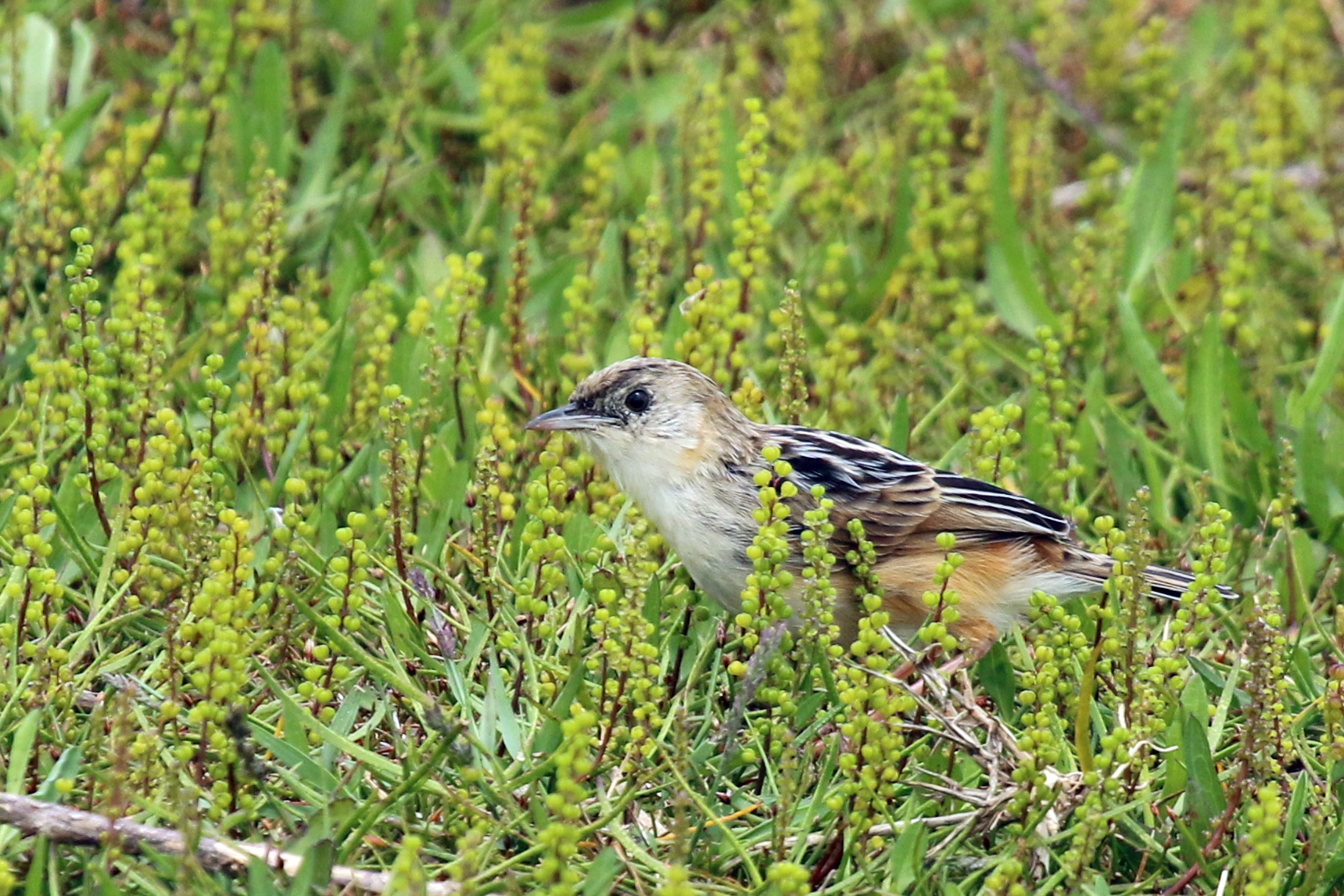
Al llac Sibaya, Kwa-Zulu Natal

Encara que és un ocell petit, d'uns 15 cm de llarg, és un dels cistícoles de més grandària. Les parts superiors són de color bru grisós amb un dens vetat negre en l'esquena i les ales pel fet que les plomes d'aquestes zones tenen el centre negre i les vores marrons. A més, presenta una banda de color bru en las ales. En canvi, les parts inferiors son blanquines. La cua és ampla i amb la punta clara i sol moure-la amb freqüència. El bec és fosc, curt i robust.
És molt semblant a altres membres del seu gènere. La millor forma de distingir-lo dels molts parents africans és la mida i pel seu cant semblant a una granota, de tipus «briip-briip».

## Hàbitat i distribució
És un ocell sedentari que ocupa gran part de l'Àfrica subsahariana, absent de les zones seques d'Àfrica austral i la Banya d'Àfrica i dels boscos més densos.
Es troba en gran diversitat d'hàbitat herbacis, com les sabanes, sovint a prop de l'aigua, i també en ell aiguamolls.

## Comportament
És un ocell insectívor. Aquesta espècie és més fàcil d'escoltar que d'observar, especialment fora de l'època de cria, ja que no acostuma a sortir de l'herba.
Els mascles són polígams. Les femelles construeixen nius discretament amagats entre les herbes. El niu consisteix en una bola d'herba entrellaçada amb teranyines i altres fibres vegetals. Solen posar entre 2-4 ous.